# Ligamento cricotireóideo

Os ligamentos da laringe. Vista ântero-lateral.

O ligamento cricotireóideo é a maior parte da membrana laríngea.